# 永乐镇 (遵义市)
永乐镇是中华人民共和国贵州省遵义市红花岗区下辖的一个镇。别名茅坡，面积222平方公里。人口4.24万。
2016年3月20日，国务院批复同意贵州省调整遵义市部分行政区划，将原遵义县的永乐镇划归红花岗区管辖。

## 行政区划
永乐镇下辖以下地区：
茅坡居社区、骊龙居社区、爱国村、民群村、群乐村、源泉村、工农村、飞云村、新民村、山堡村、官田村、高粱村和永乐村。

## 中心学校
永乐小学  遵义县永乐中学

## 特产
山堡辣椒